# Tailbumper

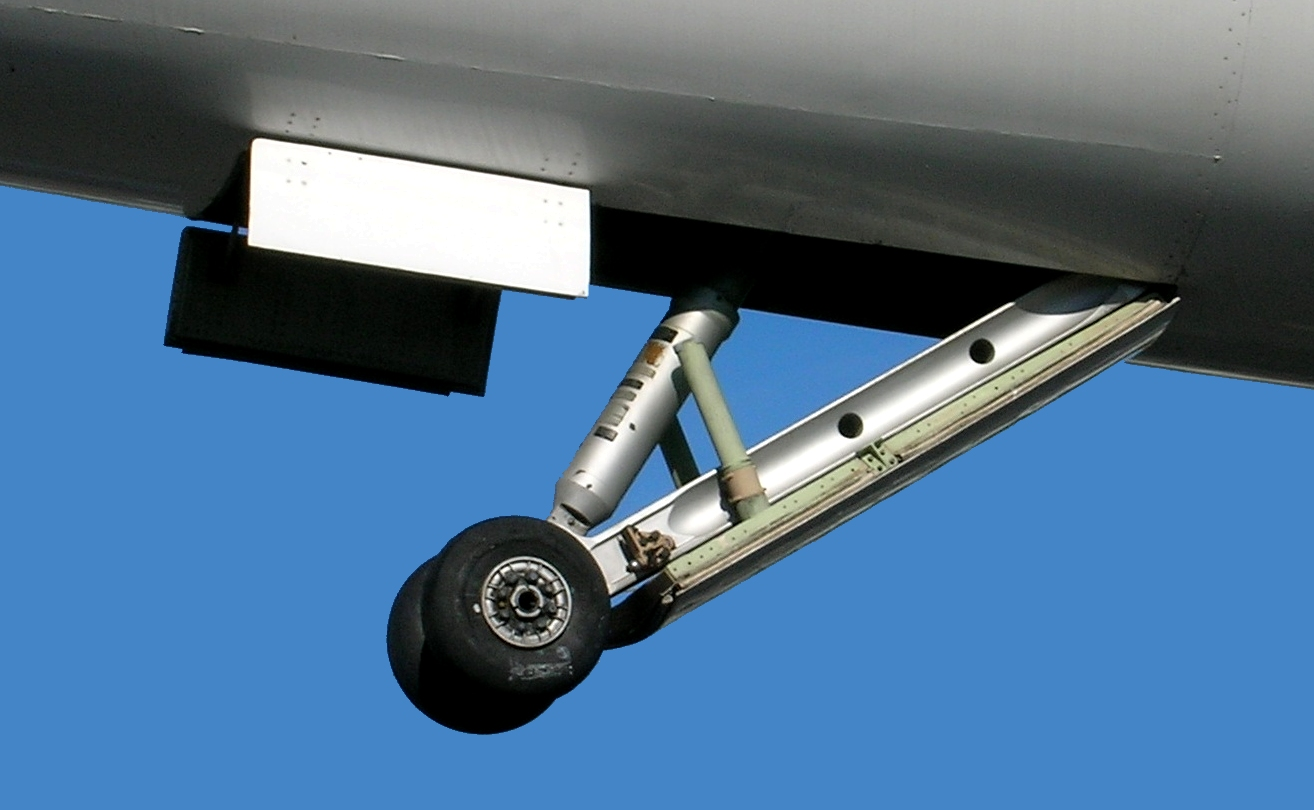
Heckrad einer Concorde

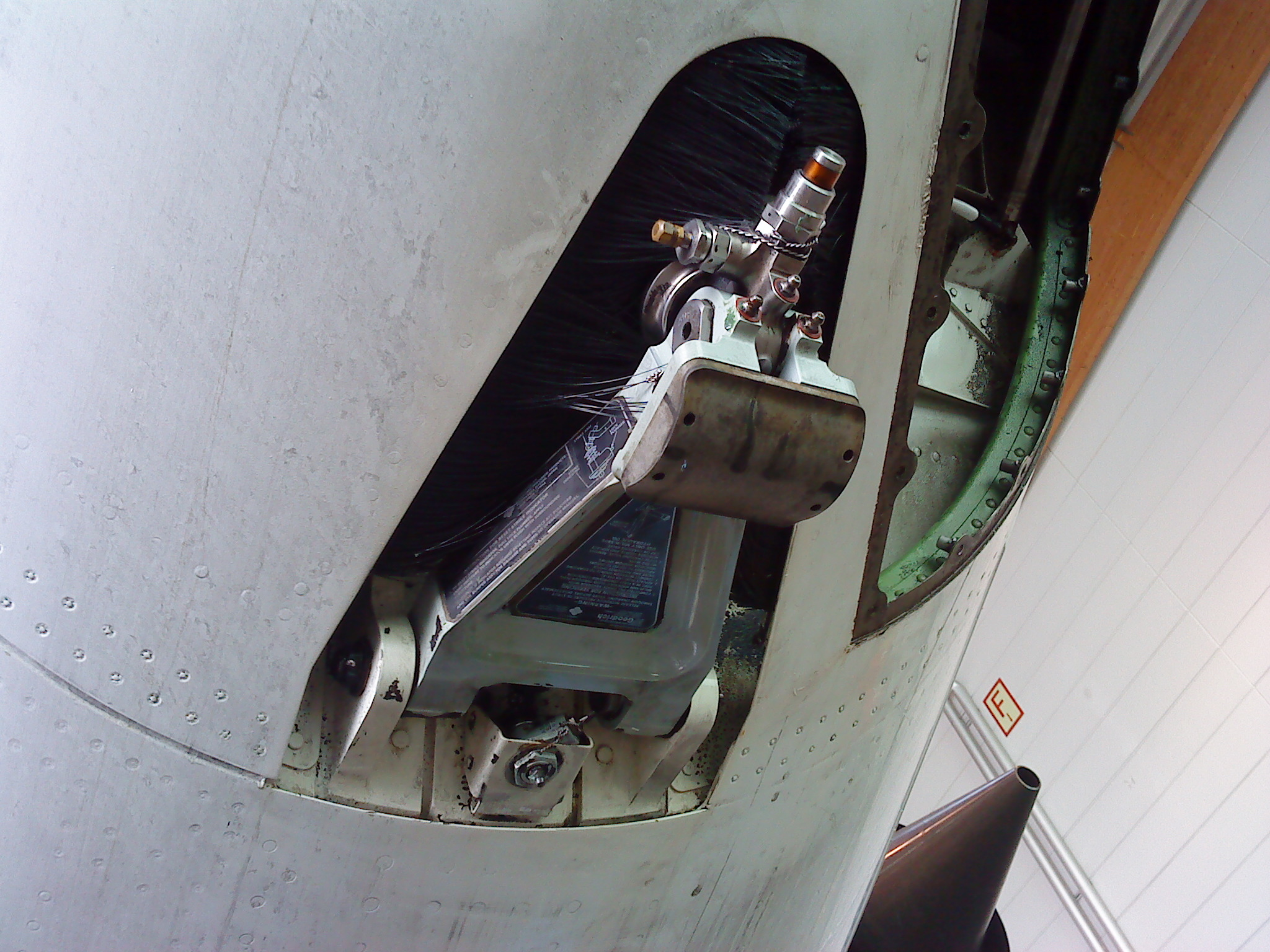
Hecksporn mit Gleitschuh, ausgefahren, an einem Bombardier Canadair Regional Jet

Ein Tailbumper (von engl. tail = „Heck“ und to bump = „prallen, zusammenstoßen“) ist in der Luftfahrt eine Schutzvorrichtung am Heck von Flugzeugen, die das Flugzeug bei einem Tailstrike während des Starts oder der Landung vor Beschädigung bewahren soll. Mit Tailstrike wird das Aufschlagen des Hecks am Rotationspunkt bei einem zu steilen Anstellwinkel (engl. angle of attack) bezeichnet.
Tailbumper existieren in unterschiedlichen Ausführungen. Bei der Concorde war ein kleines, zusätzliches Rad am Heck des Flugzeugs angebracht. Die Airbusfamilie hat eine Metallverstärkung im kritischen Bereich des hinteren Rumpfes.
Für die vorgeschriebenen Zertifizierungstests (VMU-Test und TOP-Test) des Airbus A 380, bei dem Tailstrikes vorsätzlich herbeigeführt werden mussten, wurden spezielle hydraulische Flugversuchstoßdämpfer (engl. flight-test-tail-bumper) für das Heck entwickelt, die einerseits das Heck vor Beschädigung schützten und andererseits alle für die Belastbarkeit des Flugzeughecks relevanten Parameter wie Kraft, Geschwindigkeit und Zeit über opto- und piezoelektronische Sensoren ermitteln konnten. Normale Tailbumper aus Stahlschleifplatten oder Eichenholzklötzen waren unter anderem wegen der riesigen bewegten Masse nicht möglich.
Tailbumper, oft J-förmige Bügel aus Stahlrohr (sich notfalls verbiegend) oder auch -draht (einfedern), kommen auch an Segelflugzeugen und Helikoptern vor.